# Monte Grosso
Monte Grosso – góra na Azorach, na wyspie Corvo. Wznosi się na wysokość 707 m n.p.m. i leży w środkowo-zachodniej części wyspy.